# 로스코 아테스

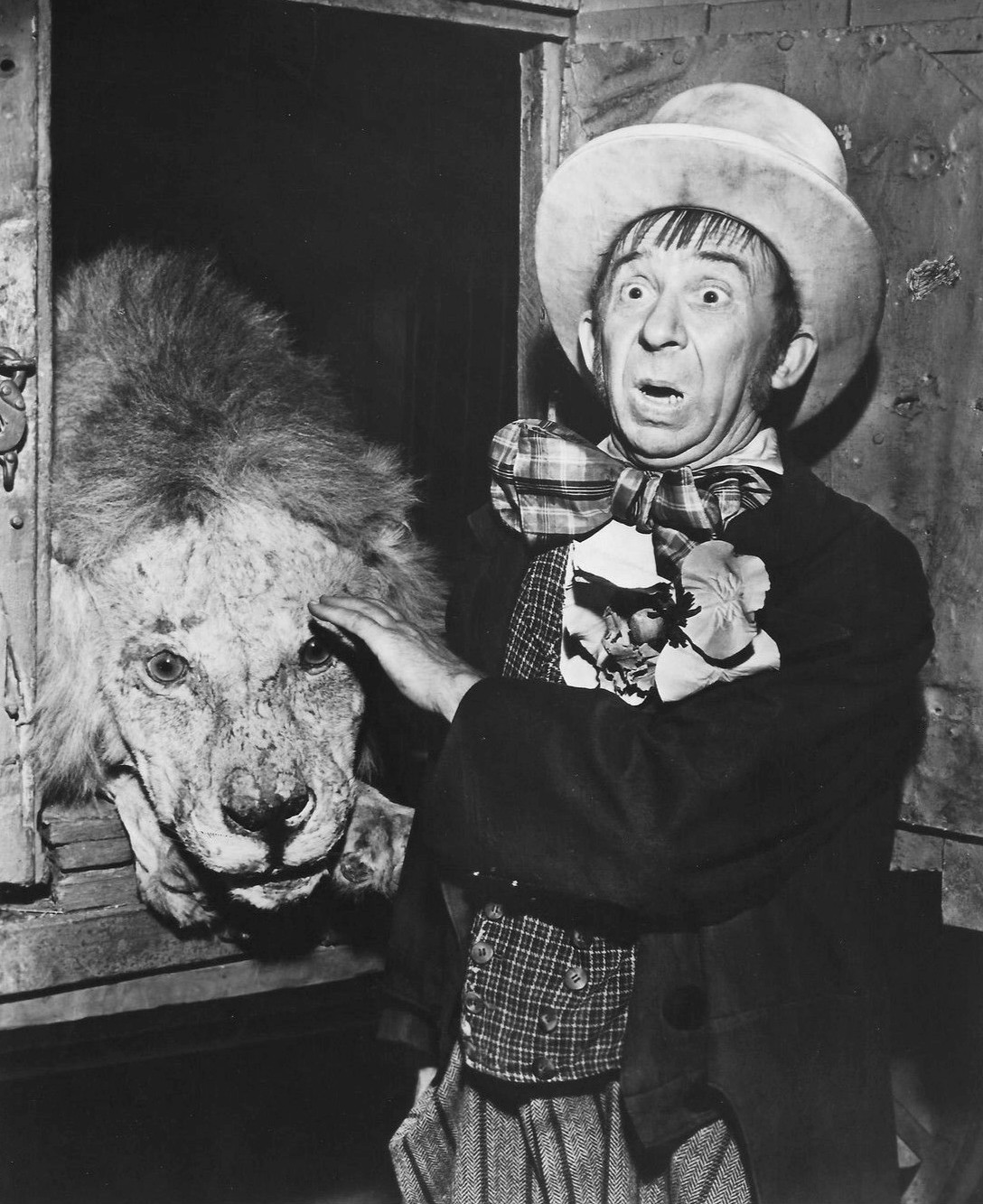

로스코 에이츠(Roscoe Ates, 영어 발음: /ˈeɪts/ 1895년 1월 20일 ~ 1962년 2월 12일)는 미국의 배우, 가수, 바이올리니스트, 텔레비전 배우, 영화배우이다.
미시시피주에서 태어났으며 할리우드에서 사망하였다. 사인은 폐암이다. 포리스트 론 메모리얼 파크에 매장되었다.

## 영화
- 화살의 질주(1957년)
- 미트 미 인 라스 베가스(1956년)
- 도즈 레드헤즈 프럼 시애틀(1953년)
- 캔트 헬프 싱잉(1944년)
- 팜 비치 스토리(1942년)
- 설리반의 여행(1942년)
- 블루스의 탄생(1941년)
- 미인극장(1941년)
- 채드 한나(1940년)
- 이상한 나라의 앨리스(1933년)
- 킹콩(1933년)
- 프릭스(1932년)
- 챔프(1931년)
- 시머론(1931년)
- 러브 인 더 러프(1930년)
- 빅 하우스(1930년)